# Zrcadlová terapie
Zrcadlová terapie (mirror therapy) je terapeutická metoda, jejíž aplikací se ve zdravotnickém či sociálním prostředí zabývají zejména ergoterapeuti či fyzioterapeuti. V rámci terapie může být rehabilitována jakákoliv část horní či dolní končetiny, u níž se vyskytuje motorické nebo senzitivní poškození.

## Princip terapie
Mirror terapie funguje na základě tzv. zrcadlových neuronů, které jsou aktivovány při pozorování pohybu jiné či zdánlivě jiné končetiny v zrcadle. Zmíněné neurony tedy hrají hlavní roli v procesu motorické re-edukace, neboť jejich aktivací dochází k vytváření nových nervových spojů, které vedou k obnově ztraceného pohybu končetiny.

## Postup terapie
Pacient při terapii sedí u stolu, přičemž má ve středu svého těla vertikálně umístěné zrcadlo a z obou jeho stran položené končetiny (za zrcadlem končetina postižená, před zrcadlem končetina zdravá). Pacient je následně instruován k pohybování neafektovanou končetinou, zatímco v zrcadle pozoruje její odraz. Díky sledování odrazu poté v mozku vzniká představa, že osoba nepohybuje pouze zdravou končetinou, ale také končetinou postiženou.
Mirror terapie nejčastěji postupuje od pozorování končetiny s nulovým či minimálním pohybem, až po pozorování pohybů složitějších. Taktéž je možné provádět taktickou stimulaci končetin s postupným přidáváním intenzity či počtu podnětů.
Obecně je doporučováno provádět terapii minimálně 30 minut, 5x týdně po dobu 3 až 6 týdnů. Největšího finálního úspěchu je dosahováno při započetí terapie v akutní či subakutní fázi onemocnění (do 14 měsíců od jejího vzniku).

## Zásady terapie
- terapie je ve zdravotnickém či sociálním zařízení poskytována ergoterapeutem, fyzioterapeutem či jinou zdravotnickou profesí[4]
- terapii může provádět i rodinný příslušník či pacient po zaškolení zdravotnickým pracovníkem[4]
- pacient musí být schopen porozumět instrukcím[2]
- zrcadlo musí být postaveno vertikálně ve středu pacientova těla[2]
- rehabilitovaná část končetiny musí být celá schována za zrcadlem[2]
- pro vytvoření dokonalé iluze by měly být odstraněny veškeré šperky, doporučováno je také zamaskovat veškerá tetování[2]
- cviky musí být zvoleny přiměřeně k bolesti a stupni postižení dané části končetiny[2]

## Výhody a nevýhody terapie

### Výhody
- bezpečnost terapie[6]

- nízké pořizovací náklady[6]
- možnost autoterapie pacienta v domácím prostředí[6]
- snížení bolestivosti a zvýšení pohyblivosti končetin[7][8]
- redukce strachu z pohybu - pomocí bezbolestné zpětné vazby[9]
- vysoká účinnost v akutní a subakutní fázi onemocnění[5]

### Nevýhody
- nevolnost (ojedinělé případy)[10]
- bolest a otok končetin (ojedinělé případy)[11]
- nízká efektivita v chronickém stádiu onemocnění[5]
- efekt se dostavuje až po delší době terapie (uvádí se 4 týdny)[8]